# Roman Kuczer
Roman Wołodymyrowycz Kuczer (ukr. Роман Володимирович Кучер, ur. 12 września 1925 we Lwowie, zm. 24 września 1991 we Lwowie) – ukraiński chemik, członek Akademii Nauk Ukraińskiej SRR
W 1947 ukończył Lwowski Narodowy Uniwersytet im. Iwana Franki, w którym pracował do 1966. W 1964 uzyskał tytuł profesora. W 1965 został członkiem korespondentem Akademii Nauk Ukraińskiej SRR, a w 1972 – jej członkiem zwyczajnym. Od 1966 organizował i kierował Wydziałem Fizykochemii uniwersytetu w Doniecku oraz oddziałem procesów rodnikowych Instytutu Chemii Fizycznej i Chemii Związków Węgla AN USRR w tym mieście. Stworzył szkołę badawczą chemii fizycznej zajmującą się badaniami procesów ciekłego utleniania. W 1975 za cykl badań procesów rodnikowo-łańcuchowego i enzymatycznego utleniania węglowodorów w emulsji otrzymał nagrodę im. L. Pisarżewskiego AN USRR. Jako kierownik katedry technologii nafty i syntezy naftochemicznej w Lwowskim Instytucie Politechnicznym prowadził badania nad syntezą tlenków olefin i kwasów organicznych. Od 1982 do 1986 był zastępcą dyrektora Instytutu Geologii i Geochemii Paliw Kopalnych AN USRR, a do 1986 do 1991 – zastępcą dyrektora Instytutu Chemii Fizycznej AN USRR, a jednocześnie kierownikiem jego wydziału chemii procesów utleniania.
Był przewodniczącym obwodowego oddziału Wszechzwiązkowego Związku Chemików im. Mendelejewa i członkowie jego republikańskiego zarządu na Ukraińską SRR, autorem ponad 400 prac naukowych, w tym 10 monografii. Otrzymał 16 patentów. Był promotorem 70 przewodów doktorskich i 10 habilitacyjnych.

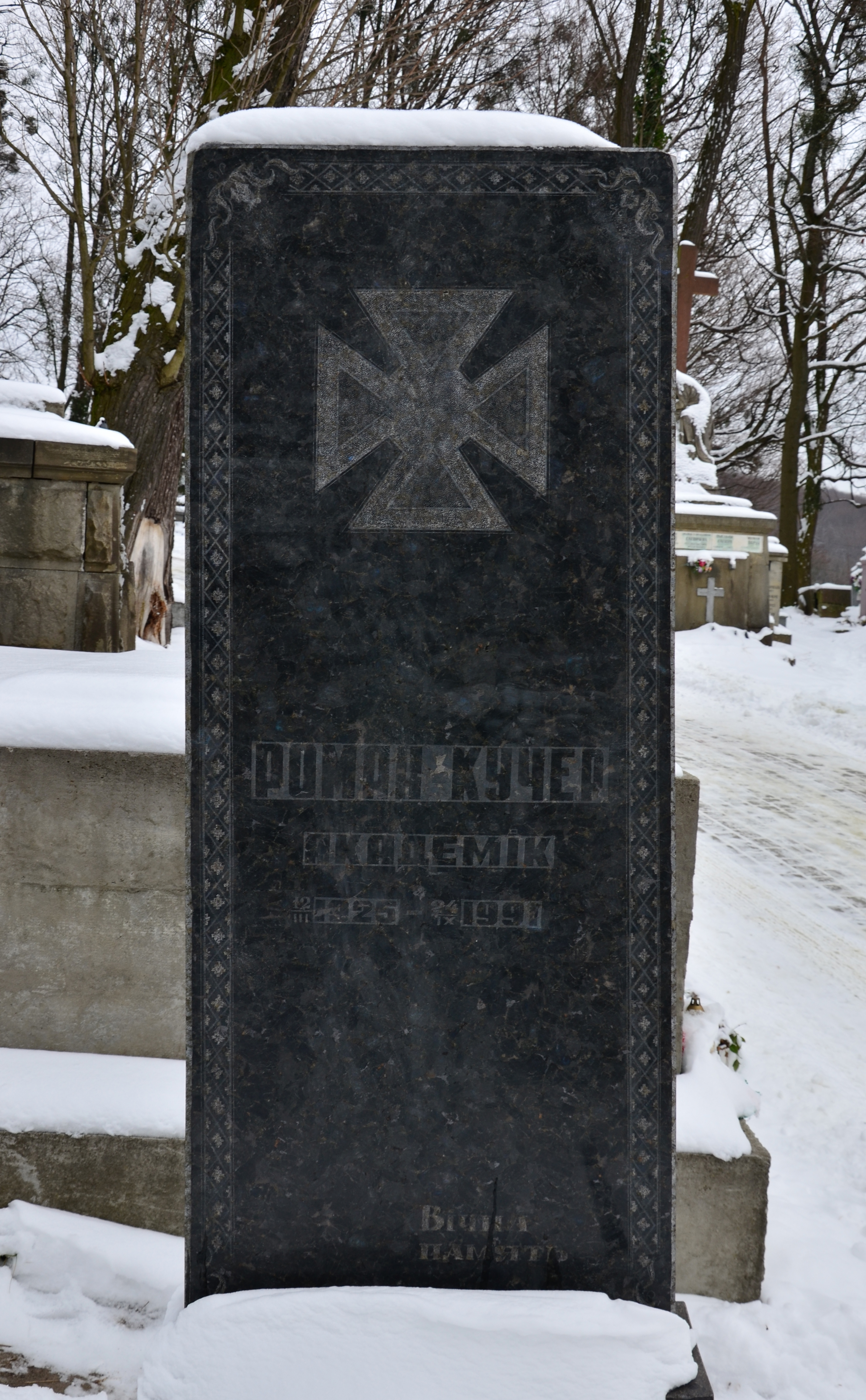
Grób Romana Kuczera na Cmentarzu Łyczakowskim we Lwowie

W 1992 został pośmiertnie członkiem rzeczywistym Towarzystwa Naukowego im. Szewczenki. Rok później otrzymał pośmiertnie Nagrodę Państwową Ukrainy za cykl prac związanych z badaniem roli cząstek wysokoreaktywnych w złożonych procesach łańcuchowych. Jest pochowany na Cmentarzu Łyczakowskim we Lwowie.